# كورنيليا بوين
كورنيليا بوين (بالإنجليزية: Cornelia Bowen)‏ هي إدارية ومُدرسة أمريكية، ولدت في 24 سبتمبر 1865 في جامعة توسكيجي ‏ في الولايات المتحدة، وتوفيت في 9 يوليو 1934 في Mount Meigs, Alabama ‏ في الولايات المتحدة.
1. ↑  Jessie Carney Smith, Notable Black American Women (بالإنجليزية), QID:Q105958972